# Семин
Семин (чеськ. Semín) — село у східній Чехії, біля річки Лаба у Пардубицькому краї, округ Пардубице.
Перша письмова згадка про Семин датована 1339 роком.
Населення (на 31.12.2007) становить 531 особу. На 1.1.2016 у Семині мешкало 576 осіб.

## Пам'ятки
- Костел
- Дерев'яна дзвіниця 16 століття
- Колишній бароковий замок

## Видатні уродженці
- Вікентій Хвойка — український археолог, першовідкривач Трипільської культури.